# Yari
Yari (槍?) es el término en japonés para la lanza, más específicamente la lanza de hoja recta. El arte marcial de dominar la yari se le conoce como sōjutsu.
La yari podía medir desde un metro hasta 6, siendo las más largas conocidas como ōmi no yari mientras que las más cortas como «mochi» o «tae yari». 
Las versiones más largas eran manejadas por los ashigaru que fungían como tropas de infantería mientras que los samurái solían usar las versiones más cortas.

## Historia

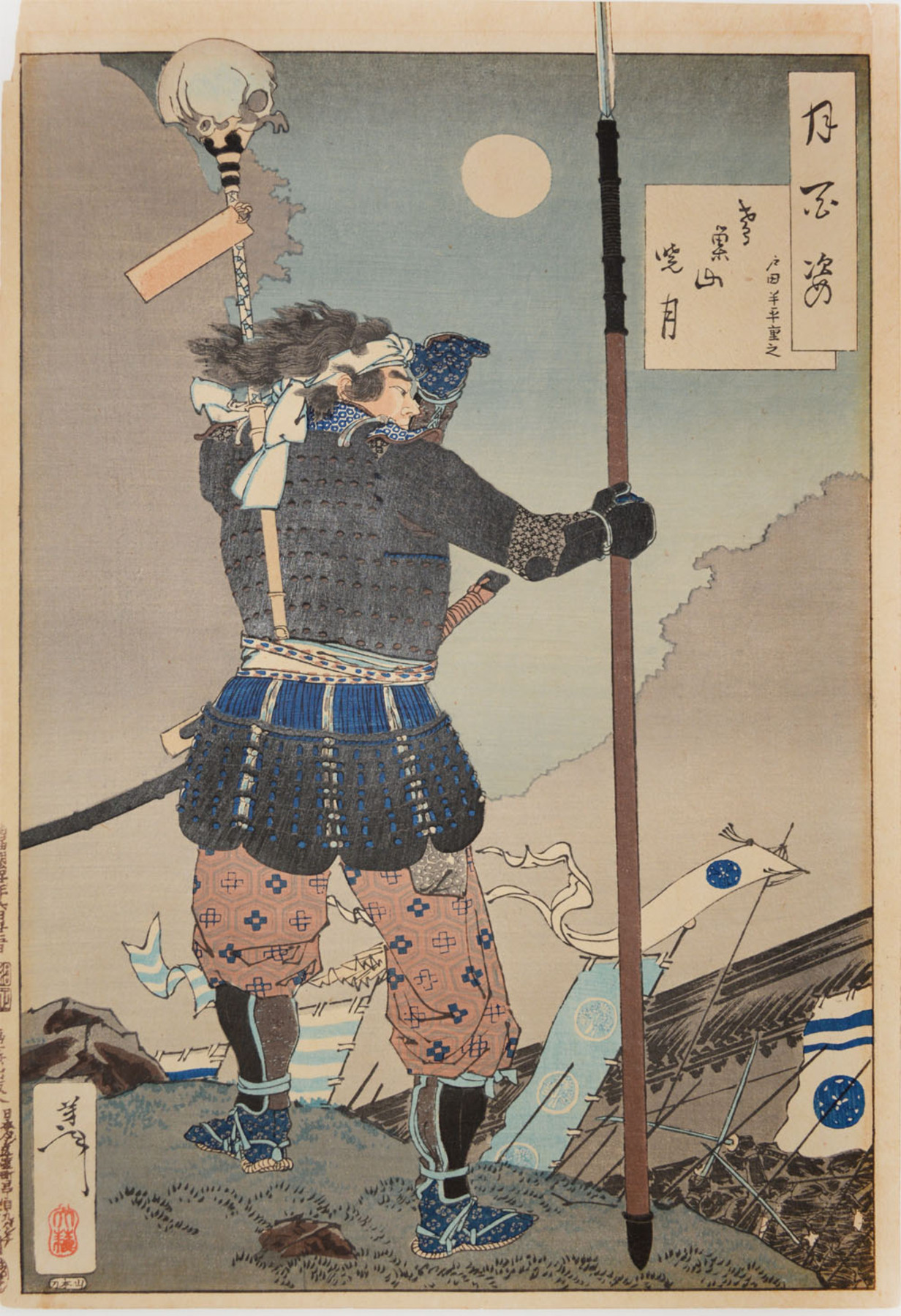
Grabado ukiyo-e de un general samurái sosteniendo una yari en su mano derecha

Se cree que el precursor del yari es el hoko yari del período Nara (710-794), el cual, a su vez, deriva de las lanzas chinas. Desde entonces, los yari estuvieron presentes a lo largo de la historia temprana de Japón.
El término yari apareció por primera vez en fuentes escritas en 1334, pero este tipo de lanza se hizo popular hasta finales del siglo XV. La guerra original de los bushi no era algo para los plebeyos, se trataba de un combate ritualizado generalmente entre dos guerreros que se desafiarían el uno al otro a través del tiro con arco a caballo. Sin embargo, los intentos de invasión mongola a Japón entre 1274 y 1281 cambiaron el armamento japonés y su forma de hacer la guerra. Los mongoles empleaban a lacayos chinos y coreanos que manejaban largas picas, que luchaban en formaciones apretadas y se movían en grandes unidades para evitar la caballería.
Se prefería el uso de lanzas, incluyendo naginata y yari, las cuales eran más eficientes desde una perspectiva militar que las espadas debido a su alcance significativamente más largo, peso más ligero por unidad de longitud (aunque en general una lanza sería bastante fuerte), y su gran capacidad de perforación. Las espadas en una situación de batalla por lo tanto, estaban relegadas a situaciones de emergencia como arma secundaria desde el periodo Heian hasta el Muromachi.
Alrededor de la segunda mitad del siglo XVI, los ashigaru armados con picas (nagae yari) de una longitud de 4.5 a 6.5 m se convirtieron en las fuerzas principales en los ejércitos de Japón. Formaban líneas, combinadas con soldados que llevaban armas de fuego (tanegashima) y lanzas cortas. Los piqueros formaban una línea de dos o tres hileras y estaban entrenados para mover sus picas simultáneamente bajo el mando.
La yari gradualmente se hizo más popular que el arco largo como arma para los samuráis, por lo que las tropas a pie o ashigaru siguieron su ejemplo y los usaron extensivamente. Con la llegada del período Edo la yari cayó en desuso, se hizo mayor énfasis en el combate cercano a pequeña escala. De ahí la conveniencia de las espadas, en contraposición a las armas largas en el campo de batalla; las armas de asta y el arco perdieron su valor práctico. Durante la pacífica era Edo todavía se producían yari (a veces elaboradas por armeros de renombre), aunque existían sobre todo como arma ceremonial o de uso exclusivo por la policía.

## Descripción
La yari se caracterizó por tener una hoja recta que podría ser de varios centímetros a un metro o más de longitud. Las hojas estaban hechas del mismo acero (tamahagane) con el cual fueron forjadas las espadas japonesas tradicionales así como las puntas de flechas y eran muy duraderas. A lo largo de la historia se produjeron muchas variaciones de la hoja recta de la yari, a menudo con protuberancias sobre la hoja central. Las hojas de Yari tenían a menudo una espiga extremadamente larga (nakago), la cual generalmente sería más larga que la porción afilada de la cuchilla. La espiga se introducía en el hueco del mango que era reforzado (tachiuchi o tachiuke), dando como resultado un eje muy rígido que hace casi imposible que la hoja caiga o se rompa.
El asta (nagaye o ebu) apareció en diferentes longitudes, anchuras y formas; estaba hecha de madera dura y cubierto de tiras de bambú lacado. Su sección transversal era ovalada, redonda o poligonal, que frecuentemente se envolvía con anillos de metal o alambre (dogane), y se fijaba con un pomo de metal (ishizuki) en el extremo final. Las astas de la yari a menudo fueron adornadas con incrustaciones del metal o de materiales semipreciosos, tales como clavos de cobre amarillo, laca o escamas de la perla. Una vaina o funda (saya) era también parte de una yari completa.

## Variantes de astas parayari
Un asta de yari puede variar en longitud desde un metro a más de seis metros.
- Nagae yari era una lanza larga, de 5 a 6 metros de extensión, un tipo de pica utilizada por los ashigaru. Fue utilizada especialmente por los ashigaru del clan Oda, desde el reinado de Oda Nobunaga. La tradición samurái de la época afirmaba que los soldados de la provincia rural de Owari estaban entre los más débiles de Japón. De hecho, Kantō era un lugar caótico, en Kansai se encontraban el shogunato y los clanes Uesugi, Takeda, Imagawa y Hojo, así como los piratas de Shikoku. Además, en Kyūshū se hallaba uno de los clanes más belicosos de Japón, el clan Shimazu. Debido a esto, Nobunaga armó a sus soldados ashigaru de bajo rendimiento con picas extra largas para que fueran más efectivos contra contrincantes en armadura y la caballería, luchando en grupos y formaciones.

- Mochi yari o "lanza de mano" era una lanza larga usada por los ashigaru y los samurái.
- Kuda yari (管 槍, lanza del tubo). El asta pasa a través de un tubo de metal hueco que permite que la lanza se retuerza durante la empuje. Este estilo de sōjutsu está clasificado dentro de la escuela Owari Kan Ryū.
- Makura Yari o "lanza de almohada". Se trata de una yari con un asta simple corta que era mantenida junto a la cabecera para protección doméstica.
- Te yari que significa "lanza de mano", era una yari con un eje corto que fue utilizado por la policía samurái para ayudar a capturar criminales

## Galería

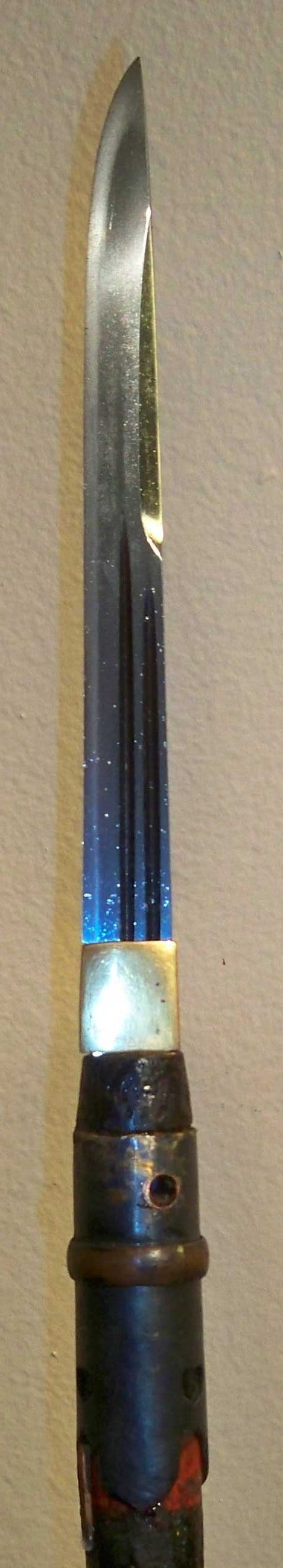
Kikuchi yari
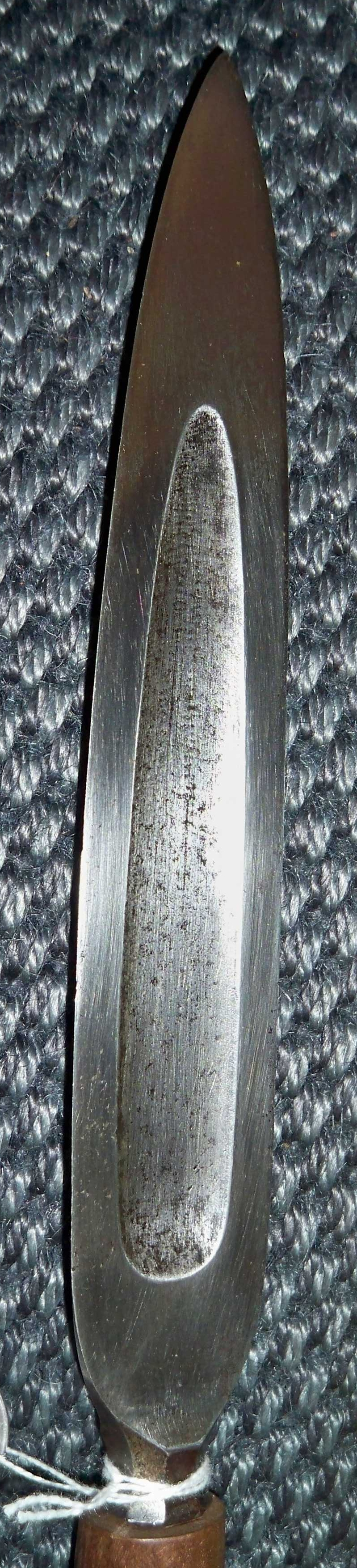
Sasaho yari
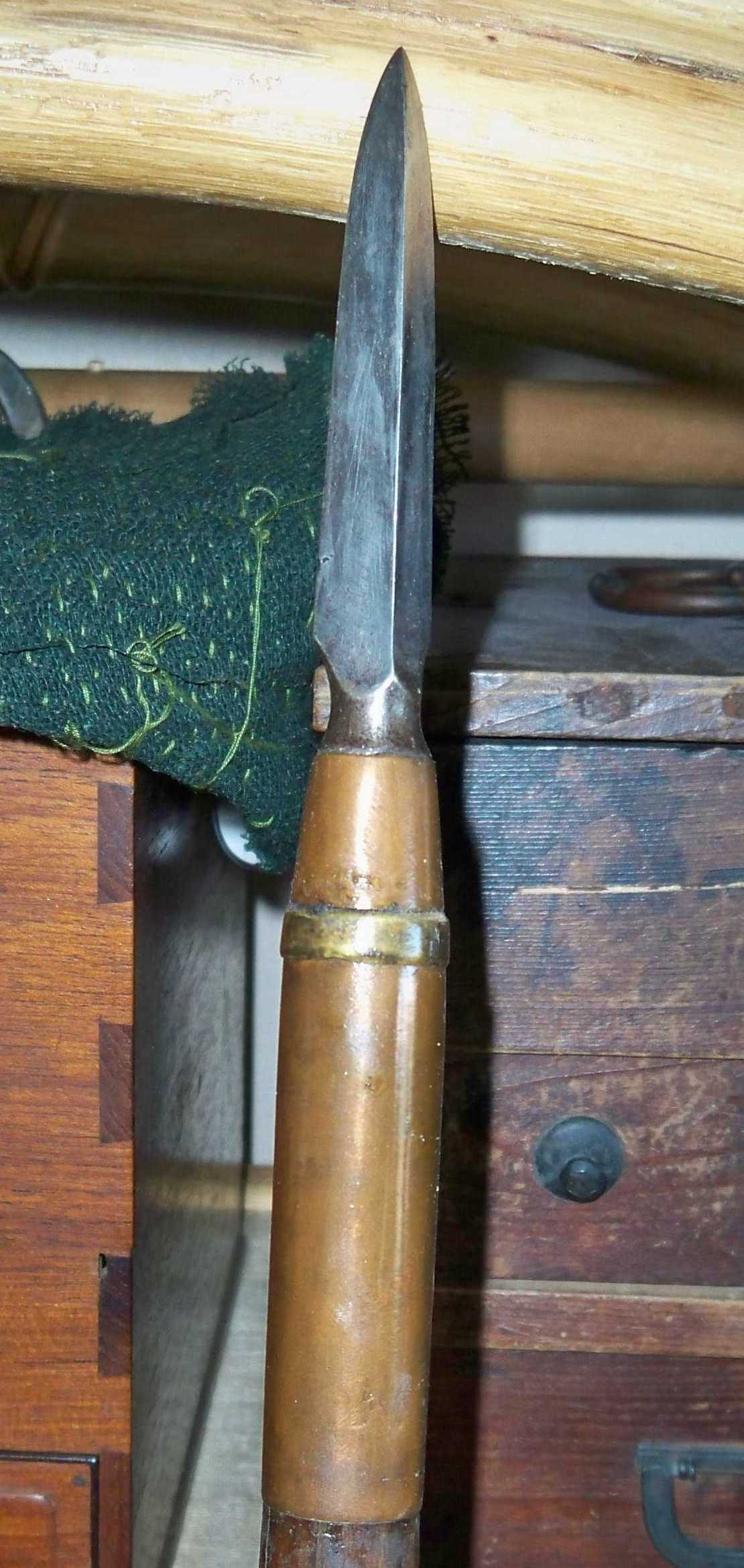
Sansaku yari
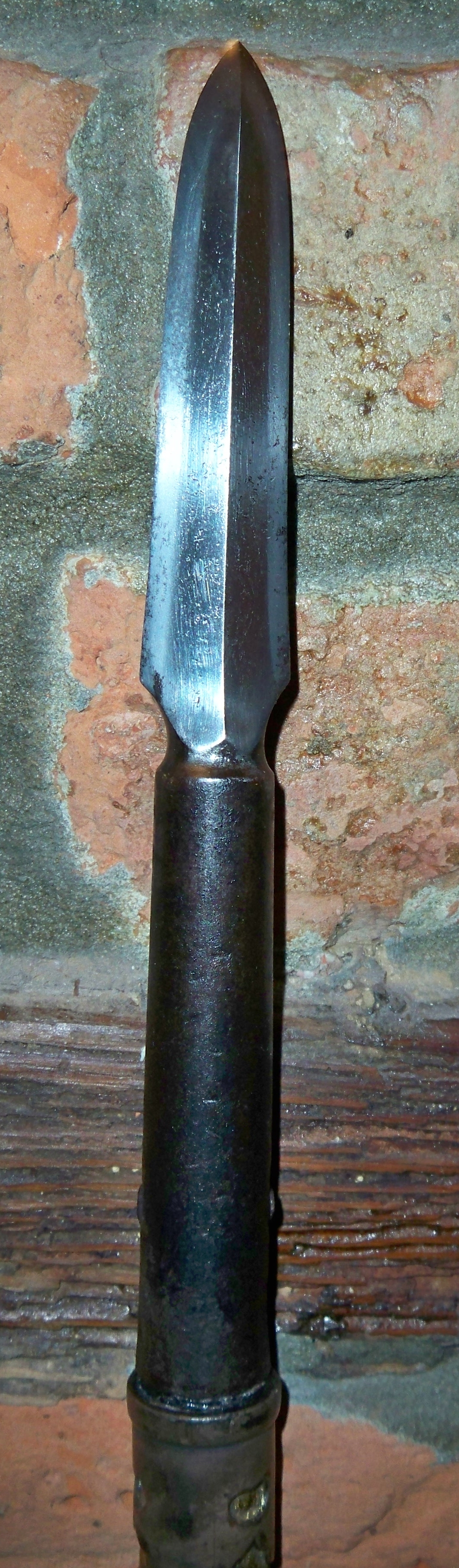
Ryo shinogi fukuro yari
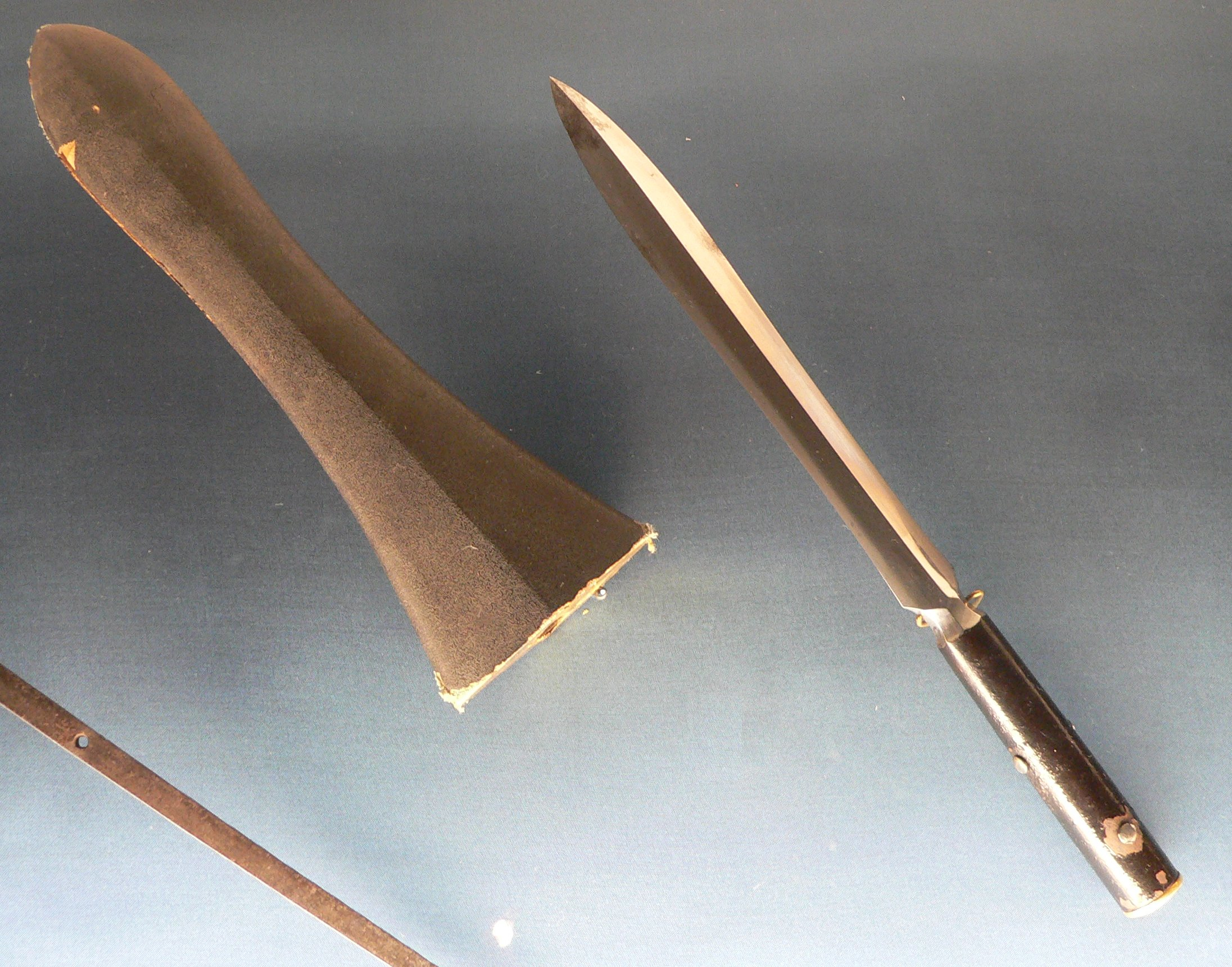
Straight yari con saya
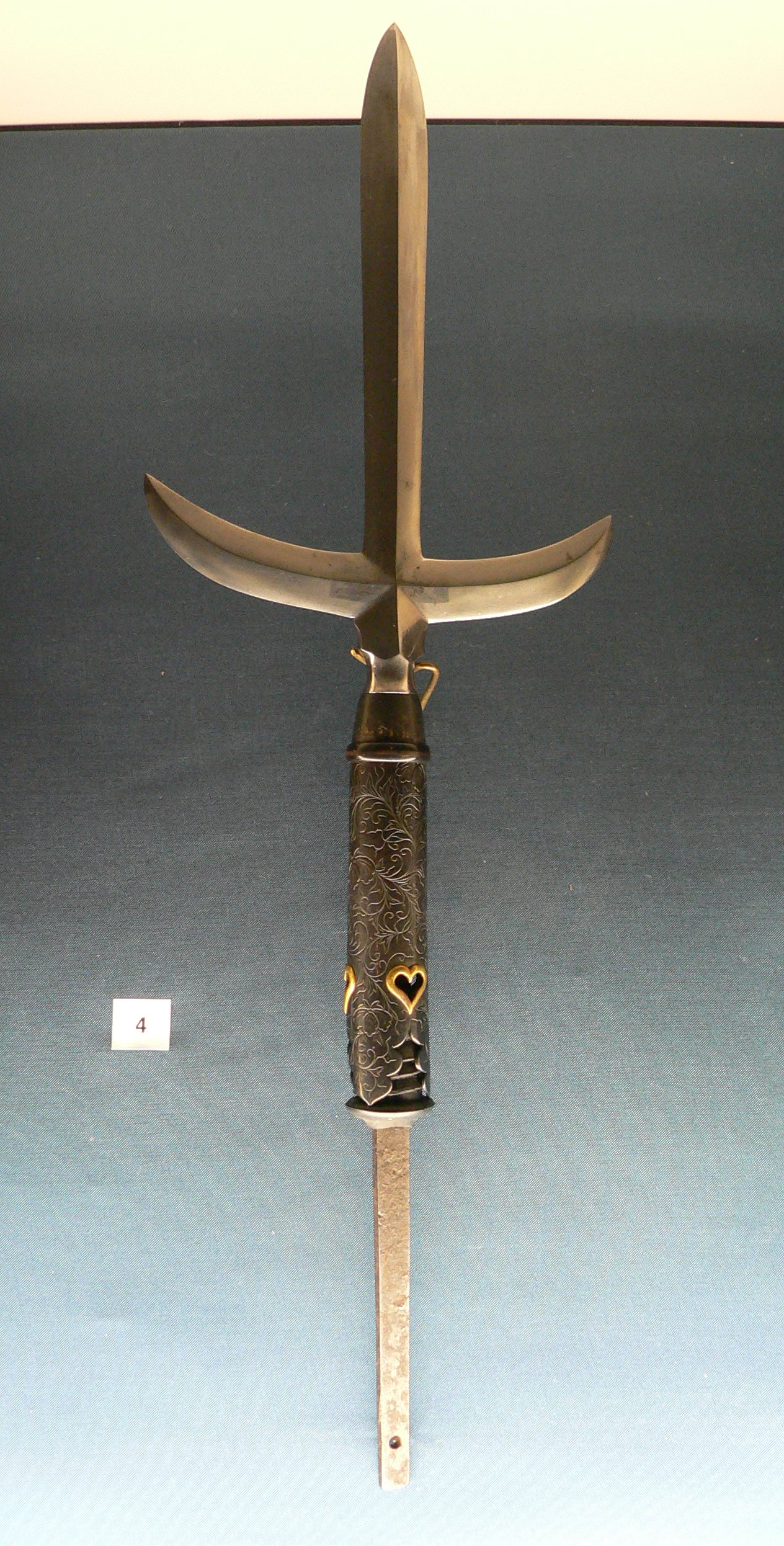
Jumonji yari